# List A cricket
Le List A cricket (« Cricket "Liste A" ») est une forme de cricket, plus précisément de limited overs cricket, dans laquelle le nombre d'overs que peut lancer chaque équipe est compris entre 40 et 60.
Le List A cricket est l'équivalent domestique du One-day International (ODI). À ce titre, les statistiques et records des joueurs et équipes en ODI comptent dans les statistiques et records en List A cricket. La dénomination list A cricket a été créée par les statisticiens du cricket comme un pendant au first-class cricket, qui est l'équivalent domestique du Test cricket.

## Origine

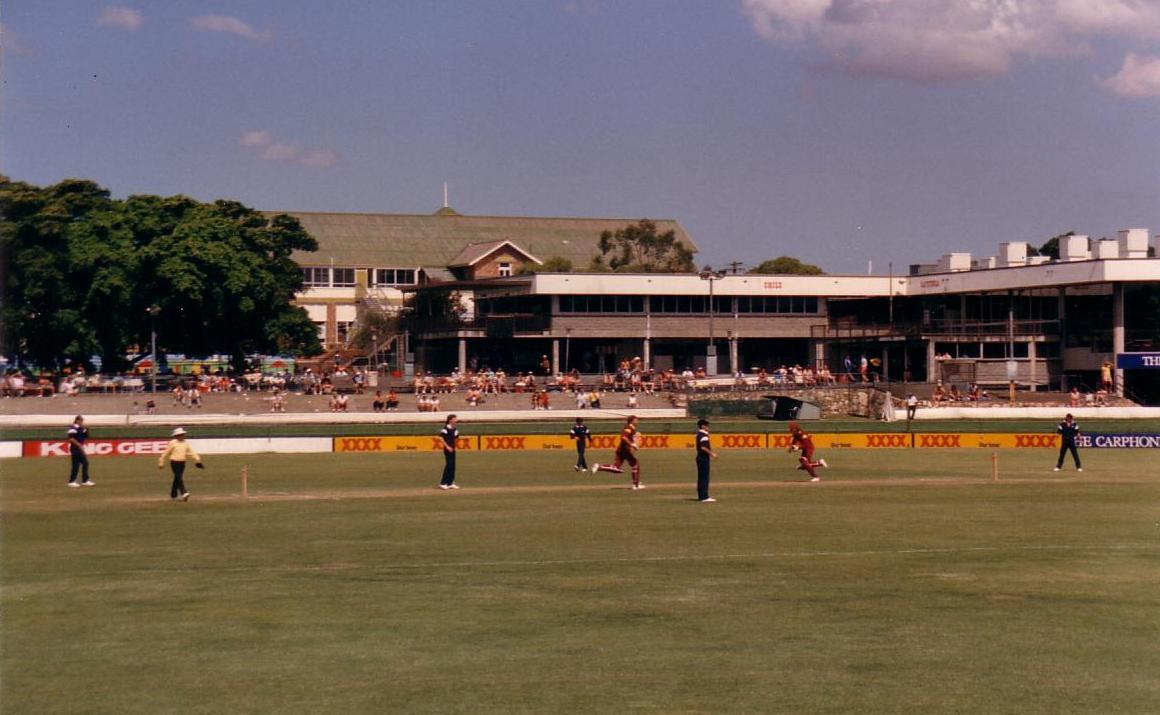
Match de List A cricket entre les Queensland Bulls et les Victorian Bushrangers, Australie.

La dénomination List A cricket a été créée par l'Association of Cricket Statisticians and Historians comme un équivalent domestique au One-day International. Elle a été officiellement reconnue en 2006 par la fédération internationale, l'International Cricket Council (ICC).
Le match du 1er mai et 2 mai 1963 entre le Lancashire County Cricket Club et le Leicestershire County Cricket Club en Angleterre est chronologiquement aux yeux des statisticiens le premier match de List A cricket de l'histoire. Le Lancashire l'a remporté par 101 runs d'écart. Disputé dans le cadre de la Gillette Cup, il ne devait durer qu'une journée mais fut étendu à deux.

## Compétitions
Les grandes nations du cricket ont toutes une ou plusieurs compétitions de List A cricket. En Angleterre, il s'agit du Friends Provident Trophy et du NatWest Pro40. En Australie, il s'agit de la Ford Ranger One Day Cup.

## Records

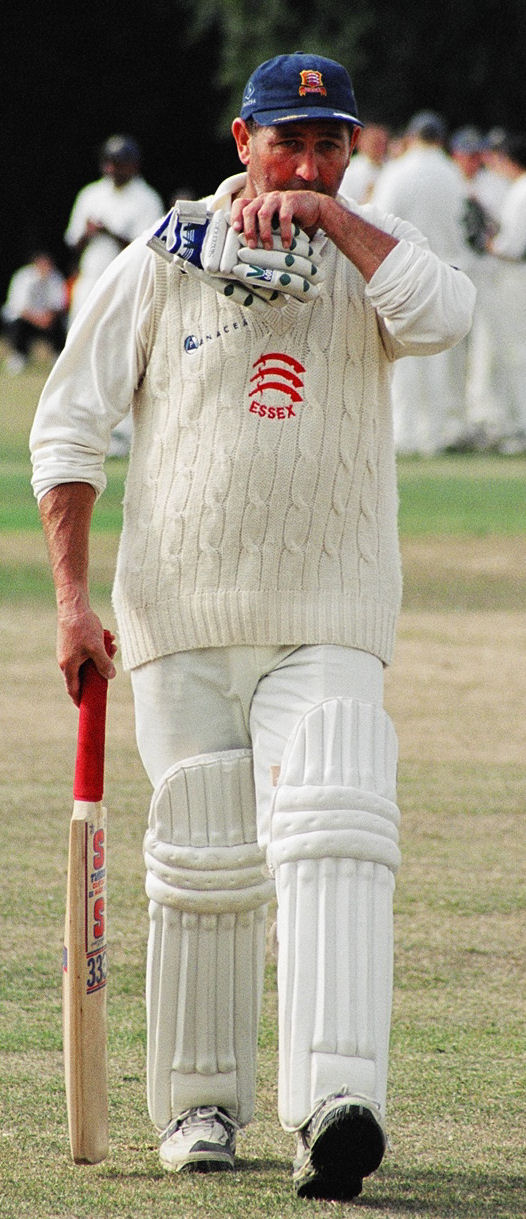
Graham Gooch, recordman de runs en List A cricket.

### Records individuels
Quelques records individuels établis en List A cricket :
- Plus grand nombre de runs marqués : Graham Gooch, Angleterre, 22 211 (1973 -1997)[2]
- Plus grand nombre de centuries marqués : Sachin Tendulkar, Inde, 53 (1989 - )[3]
- Plus grand nombre de wickets : Wasim Akram, Pakistan, 881 (1984 - 2003)[4]

### Records collectifs
Quelques records collectifs établis en List A cricket :
- Plus grand nombre de runs marqués en un innings : 496, Surrey CCC contre Gloucestershire CCC en 2007[5]